# I Love Techno

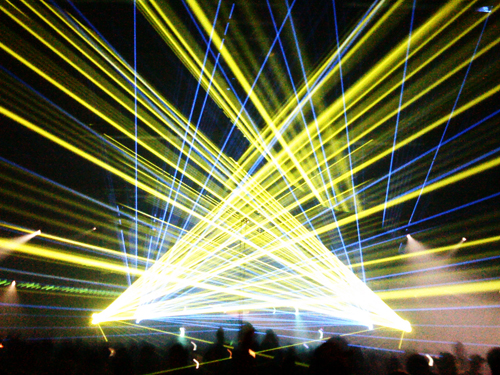
Lasershow tijdens I Love Techno 2009

I Love Techno is een techno-evenement dat van 1995 tot 2014 plaatsvond in Gent en sinds 2011 jaarlijks wordt georganiseerd in Pérols bij Montpellier.
Over de jaren heen is het aandeel van de technomuziek gezakt, en is het meer en meer een festival voor alle elektronische muziekstijlen geworden. Elk jaar wordt de diversiteit groter, dat tot de ergernis van de hardcore technofans. In 2011 was dubstep bijvoorbeeld bijzonder goed vertegenwoordigd.
De optredens worden verzorgd door grote dj's  uit binnen- en buitenland. De afgelopen edities hadden elk meer dan 30.000 bezoekers uit België, Nederland, Frankrijk en Duitsland. Van over heel de wereld zakken er jaarlijks feestgangers af naar Gent, sommigen maken zelfs de verre reis vanuit Australië.
Het evenement werd opgestart in 1995 in Vooruit in Gent. De founding fathers van dit evenement zijn  Kris Verleyen (On The Rox, nu Live Nation) en Peter Decuypere, die ook aan de wieg stond van de wereldwijd gerenommeerde club Fuse in Brussel.  Voor de eerste editie op 10 november 1995 met Jeff Mills, Richie Hawtin, en de toen nog nauwelijks bekende Daft Punk, was er een publiek van om en bij de 700 personen. In 1997 werd besloten om het evenement naar Flanders Expo plaats te verhuizen vanwege de beperkte capaciteit van de Vooruit. Sindsdien is het uitgegroeid tot een van de grootste uitgaansfeesten in West-Europa. In 2003 vond er een outdoor versie van I Love Techno plaats aan het industrieterrein van Balendijk (gemeente Lommel). Het bleek (voorlopig) een eenmalige versie te zijn.
In 2005 vierde I Love Techno zijn 10-jarig bestaan met een publiek van ongeveer 35.000 bezoekers. In 2010, voor het 15-jarig bestaan van I Love Techno, waren al de kaarten de deur uit in de voorverkoop. De jubileumeditie was volledig uitverkocht. De edities van 2009 en 2011 waren eveneens uitverkocht.
De laatste editie in België vond plaats op 8 november 2014. Na jaren waarin populaire genres als electro en dubstep de meerderheid van de zalen inpalmde heeft men zich in de editie van 2014 terug gefocust op hun roots met meer techno gerichte artiesten. Deze laatste editie trok 26.000 feestgangers aan. Een stuk minder dan de 35.000 op de uitverkochte edities.
Sinds 2011 werd het festival ook georganiseerd in het Parc des Expositions in het Franse Pérols bij Montpellier. Na het stopzetten van het festival in Gent, ging in 2015 het festival enkel in Montpellier door.. De laatste editie was eind 2018.

## Artiesten van vorige edities
Volgende artiesten waren ooit (of meermaals) te zien op 'I Love Techno' Gent:
| - 2 Many DJs (2003, 2006) - A-Trak (2009, 2010, 2012) - Adam Beyer (1998, 2005, 2007, 2009) - Agoria (2011) - Alchemist (2007) - Alter Ego (2004, 2007) - Andre Galluzzi (2005) - Apparat (2006) - Apollo 440 (1997) - Ben Sims (2007, 2010) - Birdy Nam Nam (2009, 2011) - Bongo (2011) - Bloody Beetroots Death Crew 77 (2010) - Booka Shade (2008, 2010) - Boys Noize (2006, 2007, 2008, 2009, 2010, 2011, 2012, 2014) - British Murder Boys (2007) - Brodinski (2009, 2011, 2014) - Buraka Som Sistema (2009) - Camo & Krooked (2012) - Canblaster (2011) - Carl Cox (1996, 1997, 2004) - Carl Craig (1996, 1998, 2006, 2009, 2011) - Caspa & MC Rod Azlan (2010) - Cassius (2011) - Chase & Status (2011) - Chemical Brothers (1996) - CJ Bolland (1998) - Chris Liebing & Speedy J (2005, 2009, 2010) - Christian Smith (2005) - Cosy Mozzy (2007) - Chris Liebing (2009, 2012) - Cristian Varela (2004) - Crookers (2008, 2009, 2010, 2011) - Dada Life (2012) - Daft Punk (1995, 1997) - Darko (2004) - Darren Emerson (1996, 1998, 1999) - Darren Price (1998) - Dave Clarke (1997, 1998, 2000, 2001, 2003 (Summer), 2004, 2005, 2006, 2007, 2009, 2010, 2012,2014) - Daz Sound (1996) - deadmau5 (2009) - Deg (2005) - Deetron (2007) - Derrick May (2005) - DJ Amok (2004) - DJ Bone (2005) - DJ Cyrix (2003) - DJ Dan (2004) - DJ Ghost (2004, 2007) - DJ Gotilio (2010) - DJ Hell (2010) - DJ Morpheus (1998) - DJ Naughty (2005) - DJ Peak (2004) - DJ Pierre (1998, 2005) - DJ Rush (2004, 2006: Rush & Bold, 2007,2014) - Dj Valium (2000) - DJ Xentrik (2004) - Djedjotronic (2010) - Digitalism (2006, 2007, 2008, 2011) - Dimitri (1997) - Don Rimini (2009) - Dr. Lektroluv (2005, 2006, 2007, 2010, 2012) - Drop The Lime (2011) - Efdemin (2010) - Elecronmike vs. Bernd Isaac (2007) - Ellen Allien (2006, 2007, 2010) - Erol Alkan (2007, 2012, 2014) - Excision (2012) - Fader (2009, 2011) - Fantomaxx (2010) - Fake Blood (2009, 2010, 2011) - Feed Me (2011) - Felix Da Housecat (2004, 2007) - Felix Kröcher (2007) - Fixmer/McCarthy (2005) - Flux Pavilion (2011, 2012) - Franco Cangelli (2005) - Fred Nasen (2004) - Fritz Kalkbrenner (2011) - Geht's Noch? (2010) - Gesaffelstein (2011, 2012, 2014) - Goose (2007, 2010) - Green Velvet (1996, 1999) - Gui Boratto (2007) - Highbloo (2010) - Ivan Smagghe (2004) - Jacek Sienkiewicz (2004) - Jack Beats (2010) - Jakwob (2011) - James Holden (2006) - James Ruskin (2004) - Jan Van Biesen (2005) - Jay Ray (1997) - Jeff Mills (1995, 1996, 1997, 1999,2014) - Joker & MC Nomad (2010) - Johnny D (2009) - Joris Voorn (2004, 2006, 2009, 2012) - JRD (2004) - Justice (2006, 2007, 2008) - Justin Berkovi (2004) - Katy B (2011) - Keatch (2010) - Kele (2010) - Ken Ishii (1998) - Kirk Degiorgio (1997) - Klaxons (2007) - Knife Party (2011) - Kr!z (2009, 2014) - Kruder & Dorfmeister (1997) - Kraftwerk (2006) | - Laidback Luke (1999) - Laurent Garnier (1996, 1998, 1999, 2006, 2009, 2011,2013) - Leesa (2011) - Len Faki (2007, 2009, 2011, 2013, 2014) - Les Petits Pilous (2010) - Luciano (2004) - Luke Slater (1998, 1999, 2009) - MSTRKRFT (2007) - Madeon (2011) - Magda (2005) - Magnetic Man (2010) - Marco Bailey (2003, 2004, 2005, 2007,2014) - Marco Remus (2007) - Mathew Jonson (2007) - Mark Broom (1996, 1997, 1998) - Marko Nastic (2006) - Matthew Dear (2005) - Marusha (1996, 1998) - Metro Dade (1997) - Michael Mayer (2004) - Midnight Funk Association (1997) - Miss Kittin (2005) - Miss Kittin & The Hacker (2007) - Miss Djax (2006) - Mister C. (1996) - Monica Electronica (2007) - Motor (2007) - Mumbai Science (2011, 2014) - Mylo (2004) - Nathan Fake (2005) - Nero (2011, 2012) - Netsky (2012) - NGA Sound (2012) - Optimo (2010) - Ortin Cam (2007) - Partyharders (2010) - Paul Van Dyk (1996, 1999) - Paul Kalkbrenner (2009, 2011,2014) - Pet Duo (2004, 2006, 2008) - Peter Novak (2002) - Pierre (1997, 2005, 2010) - Polydor (2011) - Praga Khan (1998) - Psycatron (2011) - Q-IC (2006) - Raving George (2011) - Redhead (2002, 2003, 2004) - Redshape (2007) - Reinhard Voigt (2004) - Rezza (2003) - Ricardo Villalobos (2004, 2005) - Richie Hawtin (1995, 1998, 2004, 2005) - Riva Starr (2010) - Robert Hood (2005, 2010) - Robert Miles (1997) - Scan X (1996) - Seba Lecompte (2004) - Sebastian San (2011) - Secret Cinema (1996) - Shinedoe (2007) - Simian Mobile Disco (2007, 2009) - Simina Grigoriu (2011) - Sinden (2009) - Skream vs. Benga feat. Youngman & Pokes (2011) - Soulwax (2006) - Sound Of Stereo (2009, 2010) - Spacid (2005) - Speedy J. (2009) - Stacey Pullen (1997) - Stanny Franssen - Stephan Bodzin (2007) - Steve Aoki (2010, 2011) - Steve Rachmad (1998, 2004) - Stijn (2004) - Superdiscount 2 (2005) - Surkin (2009) - Sven Väth (1998, 1999, 2004, 2005) - Sven Wittekind (2007) - System 7 (1996) - Technasia (2006, 2007, 2010) - The Advent (1996,2014) - The Bloody Beetroots (2009) - The Count (2009) - The Dominators (2006) - The Glimmer Twins (1998, 2005) - The Hacker (2003) - The Prodigy (2004) - The Proxy (2009, 2011) - The Subs (2009, 2011) - Tiefschwarz (2006) - Tiga (2005, 2006, 2009, 2012) - Tiresz (2004) - Tobi Neumann (2005) - Tocadisco (2009) - Tom Hades (2005) - Tony Rohr (2005) - Totally Enormous Extinct Dinosaurs (2011) - T.Raumschmiere (2005) - Trentemøller (2007) - Trish (1997) - Troy Pierce (2005) - T-Quest (2005) - Umek (2001) - Underworld (1998, 2005, 2008, 2010,2014) - Valentino Kanzyani (2006) - Villa (2010) - Vladimir Trapeznikov (2001) - Vitalic (2005, 2009, 2010, 2012,2014) - Yuksek (2009) - Yves Deruyter (1998) - Zeds Dead (2012) - Zombie Nation (2009) |

### 2014
A. Brehme ,  Audion (dj) B2B  Tiga ,  Boys Noize ,  Brodinski B2B  Gesaffelstein ,  Clean Bandit ,  Daniel Avery B2B  Erol Alkan ,  Dave Clarke ,  Duke Dumont ,  Gorgon City ,  Happa ,  Jamie Jones ,  Jeff Mills ,  Jimmy Edgar ,  Klangkarussell ,  Kong (dj) ,  Kr!z ,  Len Faki ,  Loco Dice ,  Marco Bailey ,  Mumbai Science ,  Paul Kalkbrenner ,  Paul Woolford ,  Paula Temple ,  Pfirter ,  Raving George ,  DJ Rush ,  Rødhåd ,  Superdiscount ,  Ten Walls ,  The Advent ,  Underworld ,  Vitalic

### 2015
Paul Kalkbrenner, Tale Of Us, Nina Kravitz, Len Faki, Birdy Nam Nam, Vitalic, N'To, Bambounou en b2b avec French Fires, Camo & Krooked feat. MC Youthstar, Borgore, DJ Tennis, Paranoid London, Wilkinson, Savant, Alesia, Tomsize, Efix, Lucid en Contest Winner. 

### 2016
Maceo Plex, Laurent Garnier, Dave Clarke, Ben Klock samen met Marcel Dettmann, Mind Against, Recondite, Vitalic, Boys Noize, Worakls, Petit Biscuit, Noisia., Badjokes, Black Sun Empire, Comah, Cosmic Boys, Figure, Trollphace en Contest Winner.

### 2017
Agoria samen met Oxia, Boris Brejcha, Étienne de Crécy, Jeff Mills, Paul Kalkbrenner, The Blaze, Rødhåd, Sam Paganini, Manu le Malin, Agents of Time, Citizen Kain, Zomboy, Herobust, Ecraze X Graphyt, Dimension, Romulus, Contest Winner, Killbox, Damien Messina, Idem Nevi, Todd en Yuki.